# خايرو مولينا
خايرو مولينا (بالإسبانية: Jairo Molina) (28 أبريل 1993 في كولومبيا - ) هو لاعب كرة قدم كولومبي في مركز الهجوم. لعب مع نادي إنفيغادو.

## وصلات خارجية
- خايرو مولينا على موقع قاعدة بيانات كرة القدم.إي يو (الإنجليزية)
- خايرو مولينا على موقع Soccerway.com (الإنجليزية)